# Брестовац (Бойник)
Брестовац (серб. Брестовац) — населённый пункт в общине Бойник Ябланичского округа Сербии.
Возле села расположено водохранилище.

## Население
Согласно переписи населения 2002 года, в селе проживало 276 человек (200 сербов и 76 цыган).
| Численность населения | Численность населения | Численность населения | Численность населения | Численность населения | Численность населения | Численность населения | Численность населения |
| 1948                  | 1953                  | 1961                  | 1971                  | 1981                  | 1991                  | 2002                  | 2011                  |
| --------------------- | --------------------- | --------------------- | --------------------- | --------------------- | --------------------- | --------------------- | --------------------- |
| 873                   | 912                   | 806                   | 683                   | 476                   | 389                   | 276                   | 228                   |

## Религия
Согласно церковно-административному делению Сербской православной церкви, село относится к Бойницкому (Придворицкому) приходу Ябланичского архиерейского наместничества Нишской епархии. В селе расположен храм Святого Великомученика Георгия.